# Joakim Tranberg
Joakim Lind Graae Tranberg (født 5. oktober 1988 i Snogebæk, Bornholm) er en dansk sanger og  skuespiller.

## Biografi
Joakim Tranberg gik i perioden 2005-2008 på Bornholms Gymnasium, hvor han det sidste år fungerede som elevrådsformand. Fra barndommen har han optrådt til diverse musikalske arrangementer. I 2008 deltog han i Kanal 5's Elsk mig i nat-konkurrence, hvor de to vindere blev præmieret med en plads i musicalen af samme navn. Joakim vandt konkurrencen overbevisende sammen med Marie Busk Nedergaard.
I foråret 2009 spillede Elsk mig i nat på Gasværket i København. Musicalen blev en stor succes, og blev genopsat i Tivoli i julen 2009 og igen i efteråret 2010 i Musikhuset Aarhus. I efteråret 2011 trak forestillingen igen fulde huse i Tivoli og til november 2012, er Joakim tilbage som Billy i Elsk mig i nat i Musikhuset Aarhus. Joakim Tranberg er den eneste af skuespillerne fra musicalen, der har spillet samtlige forestillinger. Over 200 er det blevet til indtil videre.
Joakim har derudover deltaget i Dansk Melodi Grand Prix i 2010 med sangen "All about a Girl" skrevet af Ronan Keating.
I 2011 deltog Tranberg i Voice - Danmarks største stemme og gik videre på L.O.Cs hold. Tranberg skal spille rollen som Rasmus Seebach i en ny stor musical om Seebach-familien i september 2017 på Fredericia Teater.